# Chiesa di Nostra Signora di Valme
La chiesa di Nostra Signora di Valme è luogo di culto cattolico di Roma, nel quartiere Portuense, in via di Vigna Due Torri.

## Storia
È stata costruita negli anni novanta del XX secolo su progetto dell'architetto Spina, e inaugurata dal cardinale Camillo Ruini il 23 marzo 1996. La chiesa, visitata da Giovanni Paolo II il 15 dicembre 1996, è sede della parrocchia omonima, istituita dal cardinale vicario Ugo Poletti il 28 febbraio 1982 con il decreto A tutti è nota.
Il nome della chiesa deriva dal santuario omonimo spagnolo, situato nella città di Dos Hermanas in Andalusia: valme significa aiutami.

## Architettura

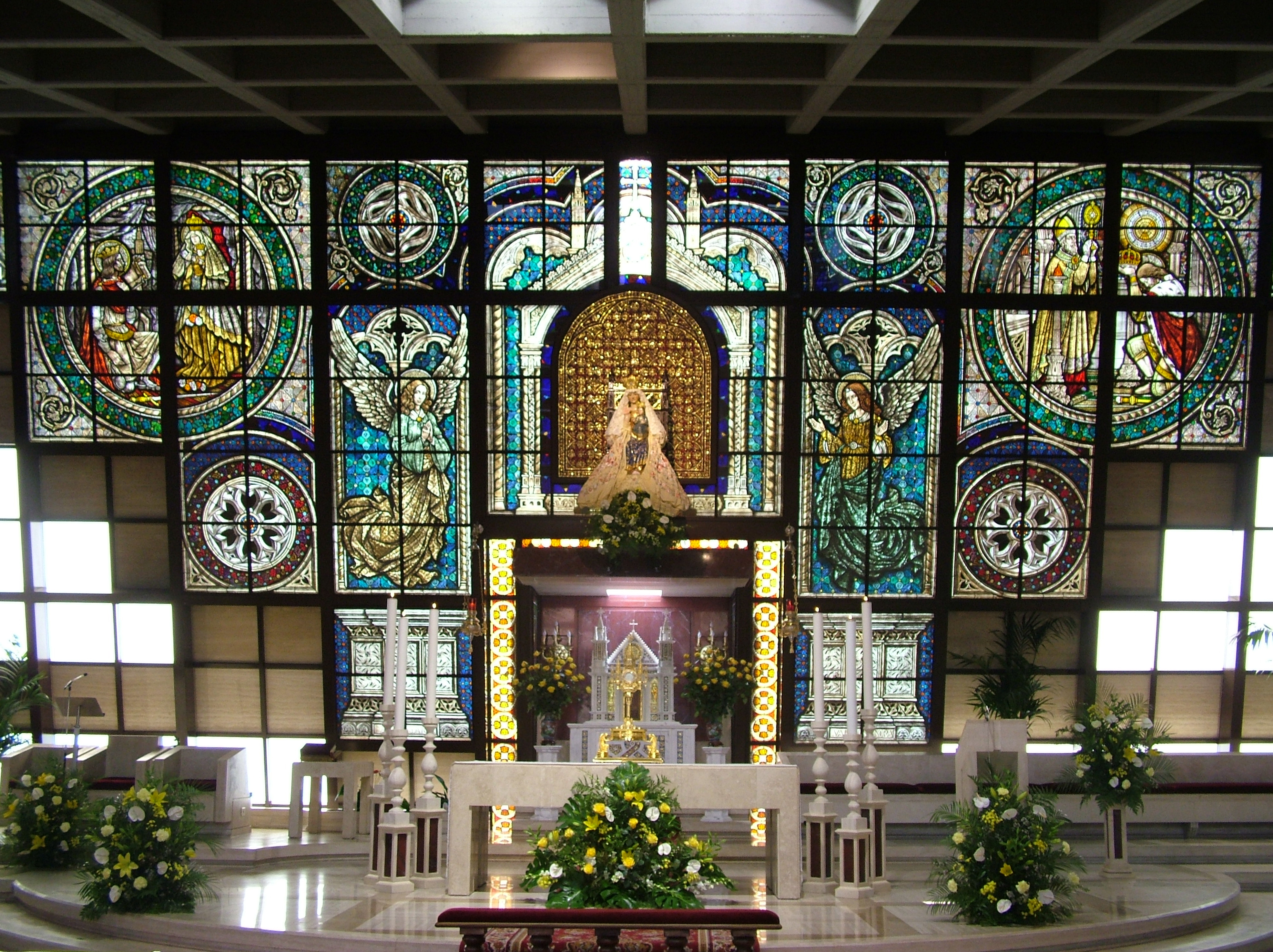
L'interno

L'edificio si caratterizza per la presenza di grandi vetrate, che illuminano la chiesa: l'altare maggiore conserva la statua della Vergine di Valme.